# Ricardo Latcham
 (janvier 2016).
Si vous disposez d'ouvrages ou d'articles de référence ou si vous connaissez des sites web de qualité traitant du thème abordé ici, merci de compléter l'article en donnant les références utiles à sa vérifiabilité et en les liant à la section « Notes et références ».
Ricardo Antonio Latcham (né à La Serena le 17 avril 1903 et mort à La Havane le 25 janvier 1965) est un écrivain chilien, et l'une des figures les plus importantes dans le domaine de la littérature en Amérique latine.

## Biographie
Ricardo Latcham est le fils de Ricardo Latcham Cartwright (es) qui fut directeur du Musée national d'histoire naturelle de Santiago.
Il effectua ses études d'abord à l'Instituto de Humanidades y en el Instituto Nacional, dans le secondaire. En 1919, il publia ses premières chroniques dans le journal El Chileno de La Serena.
Invité comme membre du jury au Premio Casa de las Américas, Ricardo Latcham mourut soudainement à La Havane le 25 janvier 1965.